# Kunstgewerbemuseum Düsseldorf

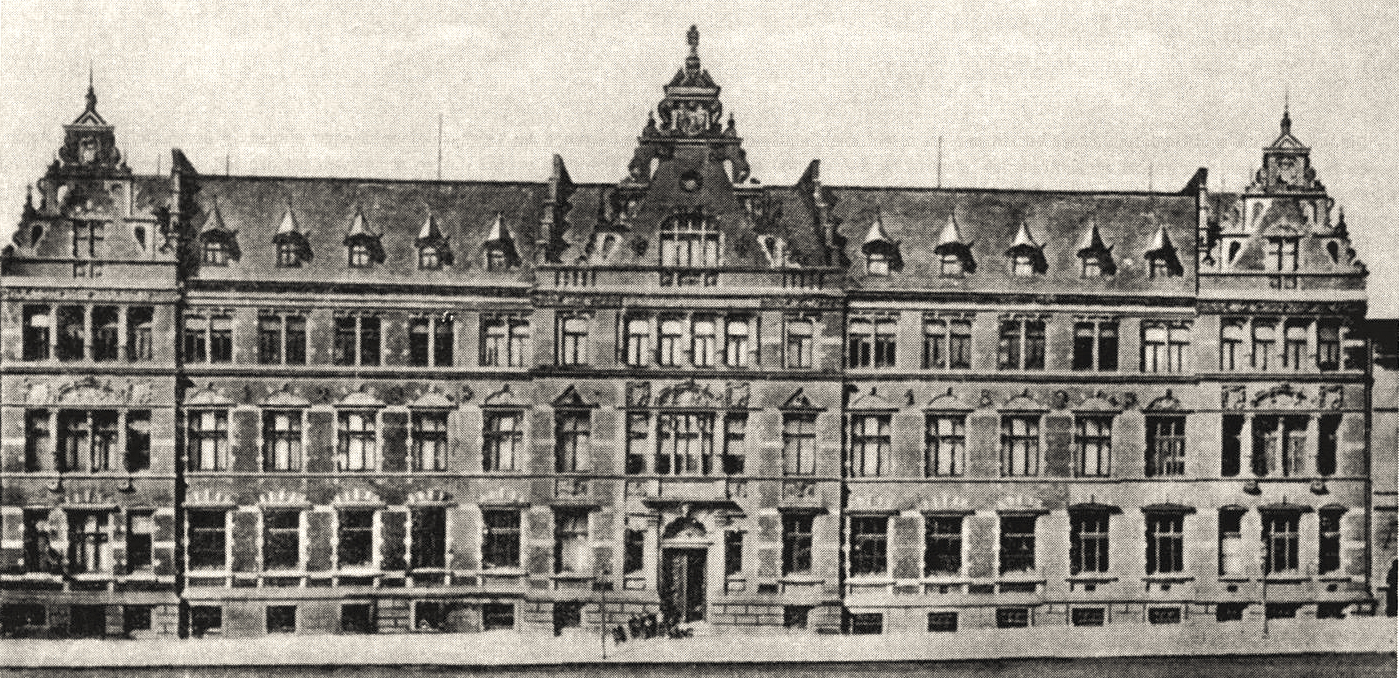
Kunstgewerbemuseum, Fassade 1906

Das Kunstgewerbemuseum befand sich an der Nordseite des Friedrichsplatzes (heute Grabbeplatz) in Düsseldorf. Es wurde von 1893 bis 1896 erbaut und enthielt die reichen Sammlungen des Central-Gewerbe-Vereins für Rheinland, Westfalen und benachbarte Bezirke zu Düsseldorf bis zu dessen Auflösung im Jahr 1927. Auch die Landes- und Stadtbibliothek und das Historische Museum waren zeitweilig in dem Gebäude untergebracht. 1979 wurde das Bauwerk abgerissen, an gleicher Stelle steht heute das Gebäude K20 der Kunstsammlung Nordrhein-Westfalen.

## Gebäude
Das Gebäude am Friedrichsplatz 3–7 wurde 1893 bis 1896 nach historistischen Entwürfen der Architekten Karl Hecker und Franz Deckers in Formen der Niederländischen Renaissance auf einer Grundfläche von 1227 m² erbaut. Es bestand aus einem Keller, einem Erdgeschoss sowie zwei Obergeschossen und wies – wie die Kunstgewerbemuseen von Wien und Berlin – Lichthöfe mit zweigeschossigen Galerien auf, welche eine Grundfläche von 361 m² umfassten. Die Fassade zeigte Bildhauerarbeiten in Bollendorfer Sandstein zusammen mit Backsteinverblendung. Der Sockel bestand aus Niedermendiger Basaltlava. Bei seiner Fertigstellung enthielt das Museum außer Verwaltungsräumen, Bibliothek, Lese- und Sitzungssaal 12 Sammlungssäle von zusammen 1156 m², zu deren Gestaltung neben dem Architekten Carl Hecker die Architekten Carl Geyer, C. Stiller (Hermann Stiller?), Josef Kleesattel und Max Wöhler sowie die Maler Claus Meyer, Wilhelm Döringer, Bruno Ehrich, Ottmar Hendschel, Carl Boppo, Adolf Seel und Hermann Krüger hinzugezogen worden waren. Ein bereits in der ursprünglichen Planung in Aussicht genommener Erweiterungsbau entstand unter dem Architekten Johannes Radke, der nach Heckers Tod die Arbeiten übernommen hatte. Die Baukosten betrugen 332.252 Mark.
In den Erweiterungsbau wurde auch die Landes- und Stadtbibliothek einbezogen, die seit 1904 in Trägerschaft der Stadt Düsseldorf stand und bis zu diesem Zeitpunkt in der ehemaligen Gemäldegalerie am Burgplatz untergebracht war. 1906 wurde der Erweiterungsbau feierlich eröffnet. Peter Behrens gestaltete den Lesesaal für die neuen Bibliotheksräume.
1926 wurde der Central Gewerbe-Verein aufgelöst und die Museumsräume an die Stadt übergeben. Auch die Sammlungen des Kunstgewerbemuseums gingen in den Besitz der Stadt über und wurden in die Ausstellungsräume am Ehrenhof verlagert. An ihrer Stelle zogen 1927 das Historische Museum, heutiges Stadtmuseum, das Stadtarchiv, die Volkshochschule und die städtische Verwaltungsakademie in das ehemalige Museumsgebäude ein. Diese Einrichtungen verblieben unterschiedlich lang am Friedrichsplatz, bevor sie nach und nach in andere Gebäude verlagert wurden.
Das Gebäude wurde im Zweiten Weltkrieg schwer beschädigt, blieb jedoch bis in die 1970er Jahre in Gebrauch. Ab den späten 1960er Jahren war von den zahlreichen Nutzern nur noch die Landes- und Stadtbibliothek übrig, so dass der Bau zu einem reinen Bibliotheksgebäude wurde. Schon 1970 wurden die Bestände aber an die neugegründete Heinrich-Heine-Universität Düsseldorf bzw. das Heinrich-Heine-Institut übergeben, so dass zum 28. Dezember 1979 der Abriss des ehemaligen Kunstgewerbemuseums erfolgte.

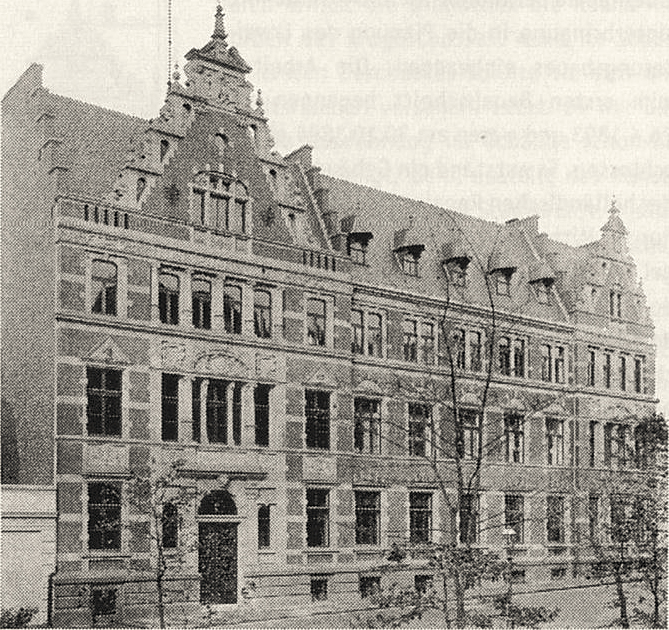
Kunstgewerbemuseum, Fassade 1896
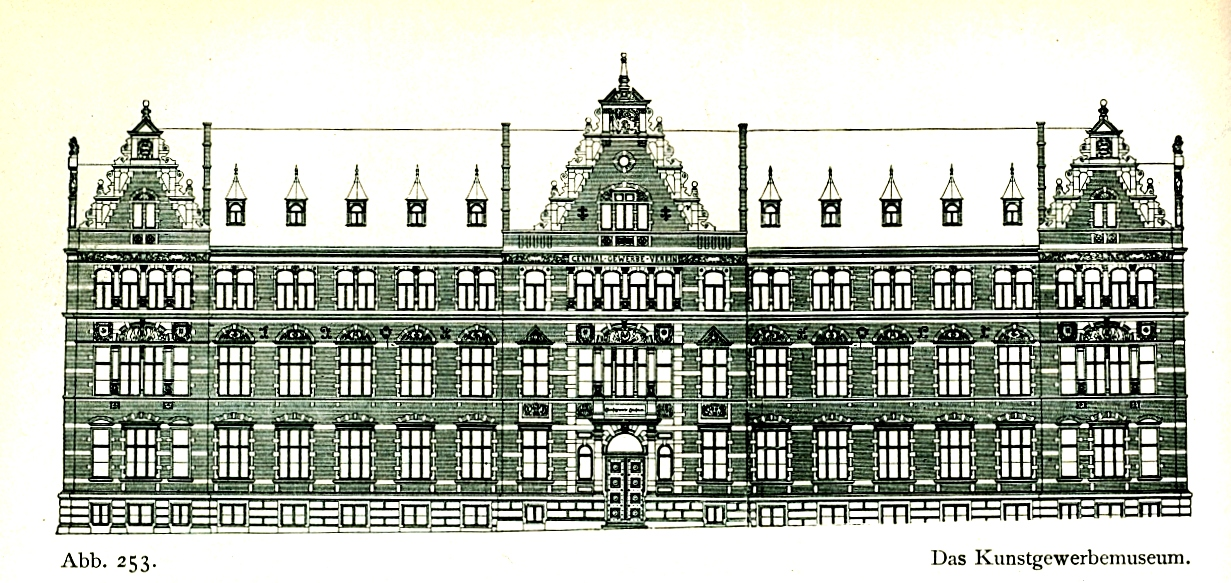
Kunstgewerbemuseum, Fassade 1906
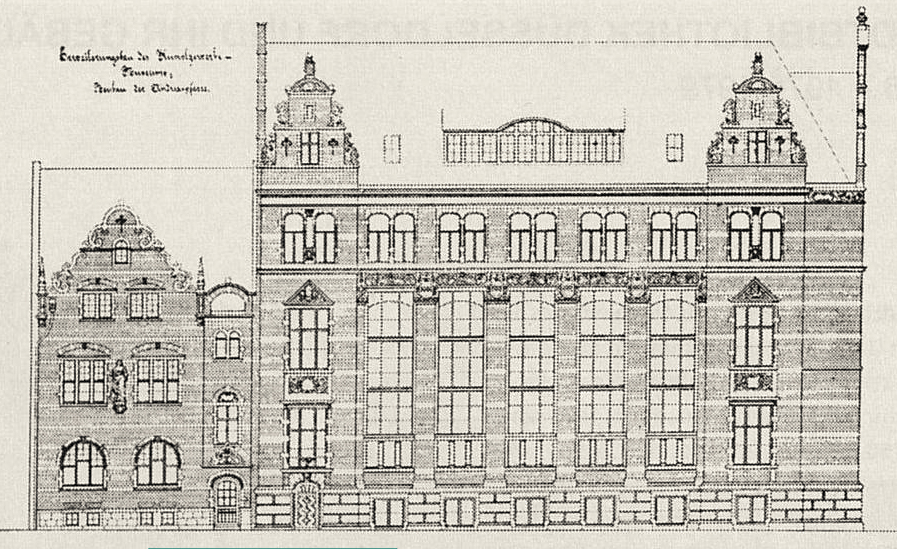
Kunstgewerbemuseum, Seitenansicht 1906 (Neubrückstraße)
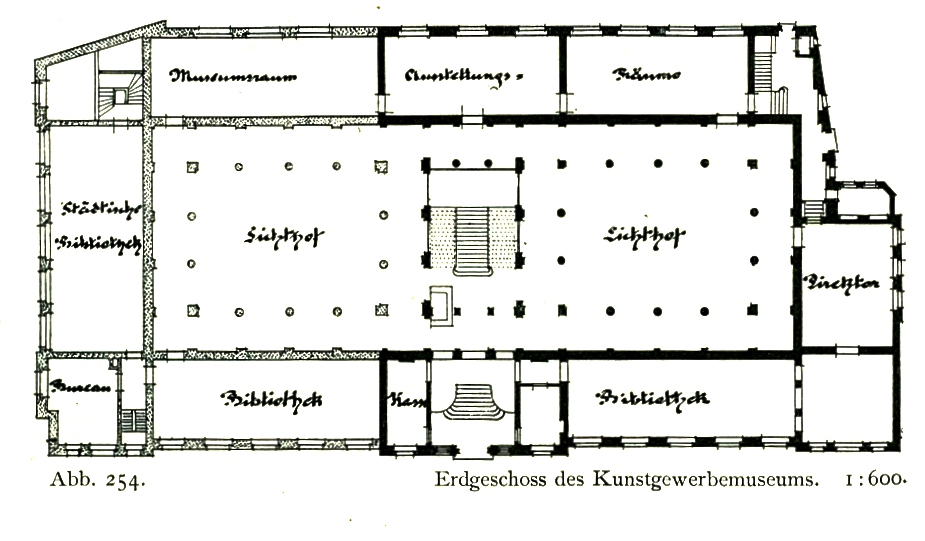
Kunstgewerbemuseum / Bibliothek, Grundriss Erdgeschoss 1906

## Museale Sammlungen

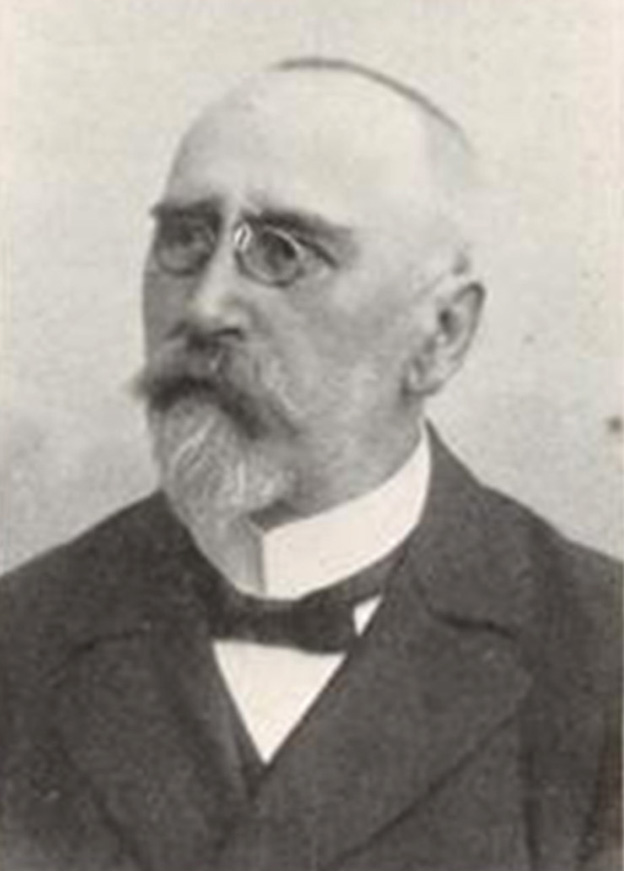
Heinrich Frauberger, Direktor des Kunstgewerbemuseums Düsseldorf, Mitglied des Vorstandes der Kunstausstellung im Kunstpalast Düsseldorf, 1904

Das Kunstgewerbemuseum als Institution wurde bereits 1882 gegründet und war bis 1896 in der neu erbauten Kunstgewerbeschule am Burgplatz untergebracht. Heinrich Frauberger war der Begründer und erste Direktor des Düsseldorfer Kunstgewerbemuseums und des Central-Gewerbe-Vereins. In seiner nahezu 40-jährigen Direktionszeit setzte er sich für den Aufbau von Museumssammlungen ein.
Im 1896 eröffneten Gebäude am Friedrichsplatz befand sich ein großes Treppenhaus. Rechts und links davon waren die Lichthöfe, die für wechselnde Ausstellungen verwendet wurden, so für Gipsabgüsse nach assyrischen Alabasterreliefs sowie einen Teil der Sammlung von Ofenkacheln und Fliesen. Hinter den Lichthöfen waren drei Säle zu finden, die auch für wechselnde Ausstellungen verwendet wurden, so für Spitzen, Posamente, Stickereien und Stoffe, Lederarbeiten, Kostümstücke und alte Glasmalereien.
Im ersten Stock befand sich der Theobald-Haniel-Saal mit Geschenken des verstorbenen Verwaltungsratsmitglieds. Weiter befand sich dort das „Rheinische Renaissancezimmer“, ein „Rheinischer Barockerker“, das „Flämische Zimmer“, ein „Holländisches Zimmer“ (auch „Hindelooper Kamer“), eine „Halle in italienischer Gotik“ (auch „Florentiner Halle“) und die „Altertümliche Küche“. Ausgestellt wurden im ersten Stock auch Bestecke, alte Webereien, Seidenstoffe, Stickereien, schmiedeeiserne Arbeiten und Renaissancemöbel.
Im zweiten Stock befanden sich Möbel, weiter eine „Romanische Halle“, eine „Gotische Kapelle“, ein „Zimmer in Tiroler Gotik“. Ausgestellt wurden im zweiten Stock die Eduard-Böninger-Sammlung mit japanischen und chinesischen Exponaten. Im Lichthofumgang waren Keramik, Stoffe, Teppiche und Kunstgegenstände aus dem Orient zu sehen. Ein aus Damaskus stammendes Zimmer wurde von Friedrich Alfred Krupp aus Essen gestiftet, weiter asiatische Gegenstände und Keramik.
Von der Vorhalle war links der Lesesaal der Landes- und Stadtbibliothek mit 70.000 Bänden eingerichtet worden, wo 800 Inkunabeln und 500 Handschriften von zum Teil hohem kunstgeschichtlichen Wert zu finden waren. Weiter befanden sich dort eine Plastik von Rudolf Bosselt und im Heinezimmer der Bibliothek eine Heinebüste von Adolf Schmieding.

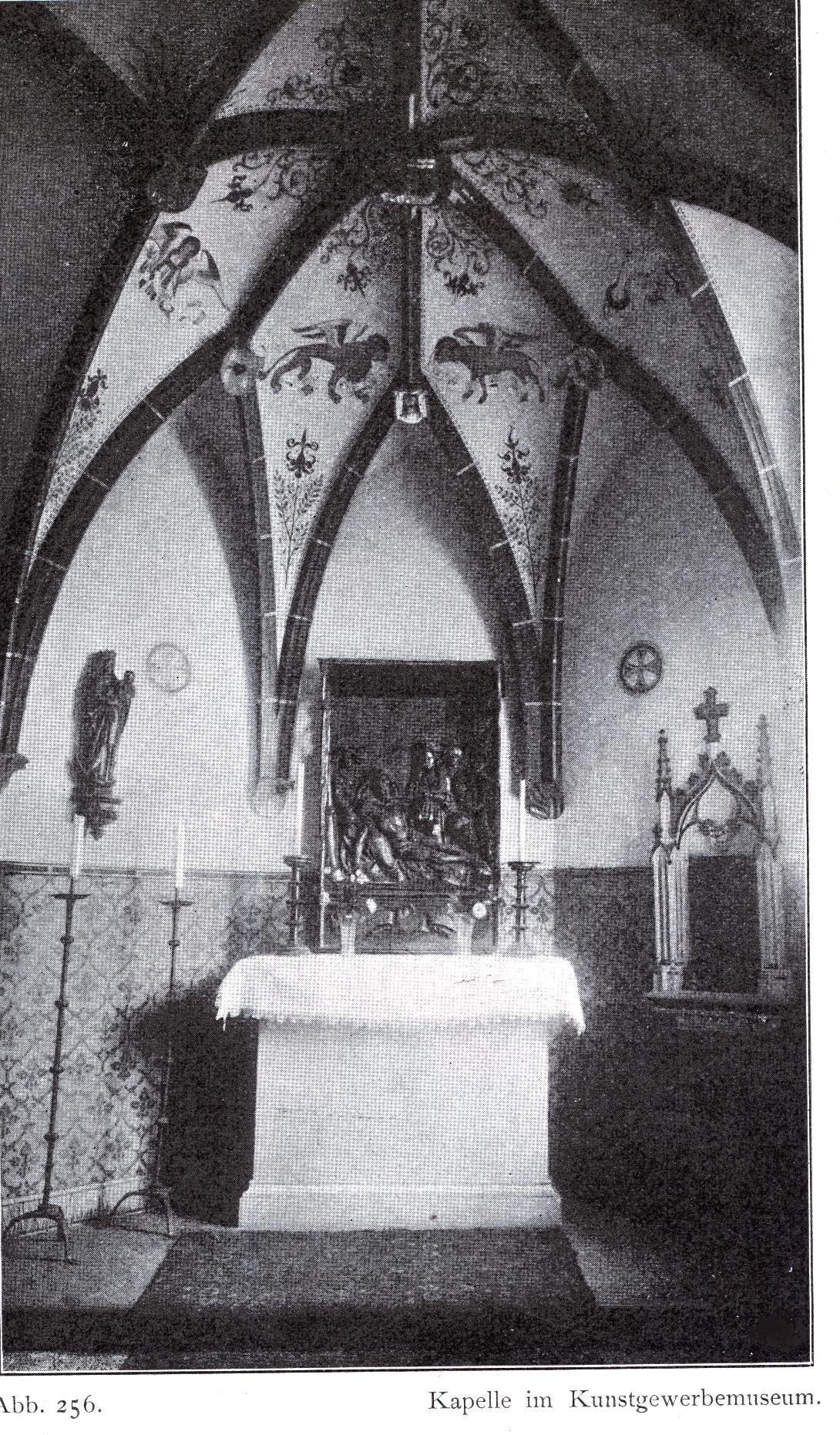
Kapelle
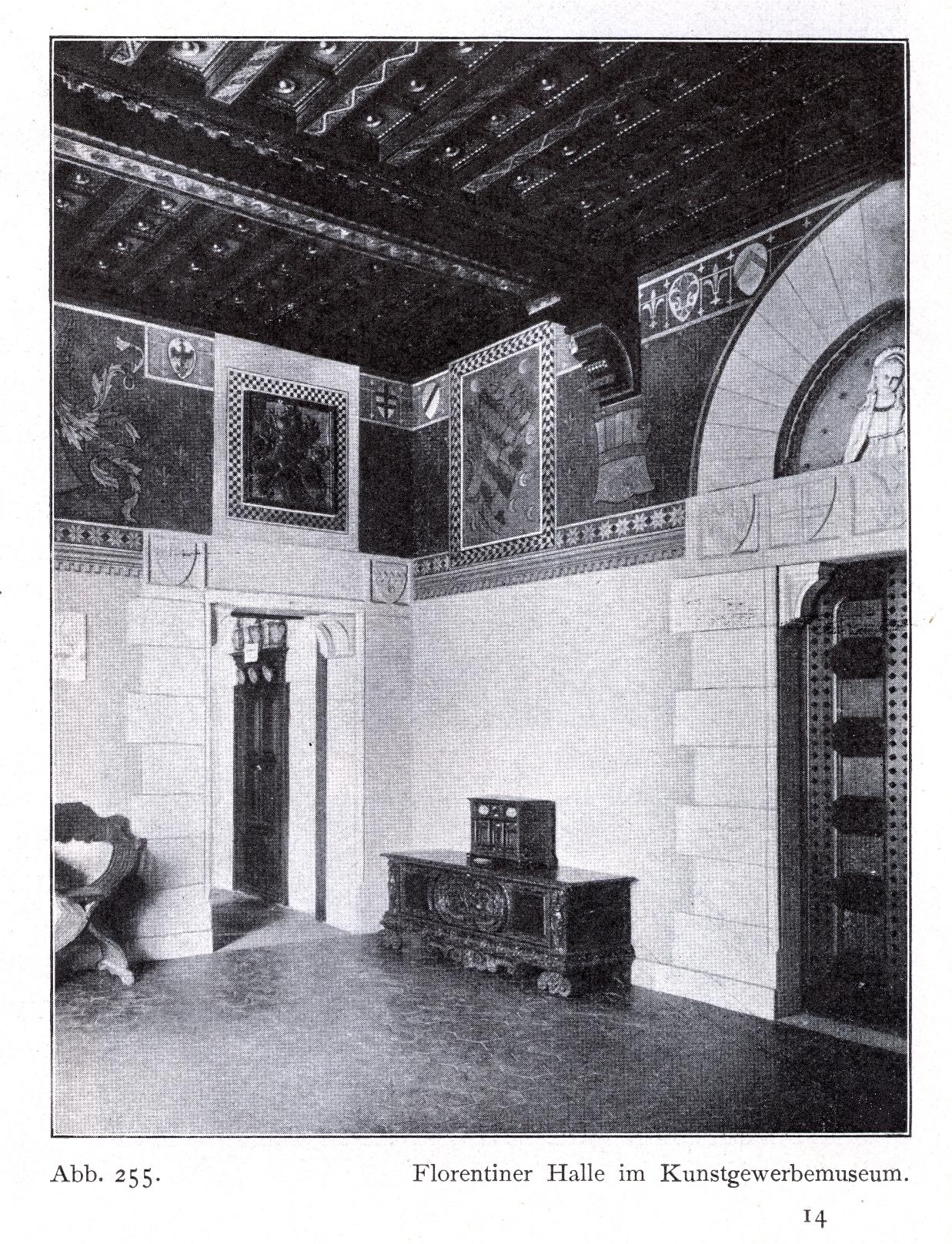
Florentiner Halle
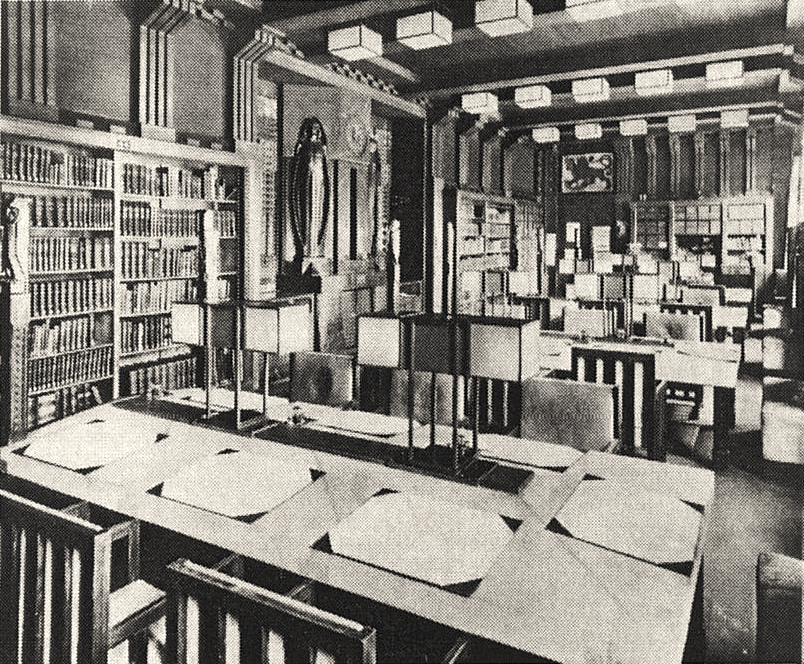
Lesesaal mit Zedernholz verkleidet, Peter Behrens, um 1906